# Le indagini di Andrea Lucchesi
Le indagini di Andrea Lucchesi è una serie di romanzi di genere giallo scritti da Gianni Simoni e pubblicati in Italia dalla TEA; hanno per protagonista l'ispettore di polizia Andrea Lucchesi, figlio di un italiano e di una donna eritrea, ambientati a Milano.
La serie è composta da sette romanzi pubblicati in Italia dalla TEA dal 2012 al 2019. Il primo libro della serie, Piazza San Sepolcro, è giunto in finale al Premio Fedeli.

## Personaggi
Andrea LucchesiIspettore della polizia di Milano. Quarantaseienne alto, di bell’aspetto e colto e dalla pelle scura (padre toscano e madre eritrea), ha una laurea in filosofia e indulge nei vizi dell’alcool e del fumo. Vive in uno squallido appartamento di pochi metri quadri vicino a Porta Ticinese, e ha un divorzio alle spalle. Sua figlia Alice è un'adolescente amante dei libri, e nonostante sia affidata alla madre Adele stravede per il padre. Nonostante le sue ottime capacità professionali, a causa del suo pessimo carattere ha diversi procedimenti disciplinari e penali alle spalle che gli son costati il trasferimento nella sede centrale da via Fatebenefratelli. Viene promosso Commissario della sezione omicidi nel terzo romanzo della serie.
Lucia AnticoliIspettrice trentenne di origini pugliesi. Innamorata non corrisposta di Lucchesi, con il quale ha avuto occasionali relazioni. Si sposerà con un collega.
Vincenzo Lo BueCommissario della Polizia, ex capo di Lucchesi, dopo aver avuto con lui un acceso diverbio, lo fa trasferire in un altro commissariato.
Giovanni PepeCommissario di polizia, con piacere accoglie Lucchesi, neo trasferito nel suo commissariato. Per lui nutre profondo rispetto per la sua competenza e un affetto filiale.
Gennaro MinnitiAgente di polizia agli ordini di Lucchesi.
Gianni SerraAgente di polizia, sottoposto di Lucchesi.
Carolina MarchesiIspettrice trentacinquenne, bionda e arrivista. Lavora nello stesso commissariato di Lucchesi le sue avances verso il collega forse nascondono delle macchinazioni non chiare.

## Romanzi

### Piazza San Sepolcro (2012)
Lucchesi è stato trasferito per motivi disciplinari in un commissariato periferico di Milano. Mentre lui è impegnato sul caso di un ladro seriale di opere d'arte, la sua indagine si incrocia con quella della collega Lucia Anticoli innamorata di lui ma non corrisposta. Alla fine delle indagini un infarto colpisce Lucchesi lasciandolo in fin di vita. Una disperata operazione chirurgica gli salva la vita lasciandolo convalescente con molti nodi nella sua vita da sciogliere.
- Gianni Simoni, Piazza San Sepolcro, TEA, 2012, ISBN 9788850227136.

### Il filosofo di via del Bollo (2013)
Lucchesi è rientrato nella sezione furti e rapine. Arrivato in visita a casa dell'anziano professor Niccodemi, conosciuto in una precedente indagine, lo trova cadavere; nella stanza c'è anche Ambrogio, un uomo solitario appassionato di filosofia e soprannominato Cartesio, che l'ispettore conosce come uomo mite ma che è sospettato di aver accoltellato Niccodemi. Lucchesi intuisce che l'indagine sui furti d'arte che si era conclusa nel precedente romanzo potrebbe non aver raggiunto il vertice di insospettabili ed avidi collezionisti disposti anche ad uccidere.
- Gianni Simoni, Il filosofo di via del Bollo, TEA, 2013, ISBN 9788850229833.

### Sezione Omicidi (2013)
Lucchesi riceve l'inattesa promozione a commissario della sezione Omicidi e si trova ad indagare sugli omicidi di tre donne uccise con ferocia. Alle difficoltà nelle indagini si intrecciano i problemi della vita privata e il difficile rapporto con la figlia adolescente.
- Gianni Simoni, Sezione Omicidi, TEA, 2013, ISBN 9788850230242.

### Contro ogni evidenza (2014)
Una tentata rapina in un ufficio postale si dimostra ben presto essere una sceneggiata per depistare le indagini sull'omicidio della giovane impiegata Giusy Marconi. Per nascondere una inattesa gravidanza aveva allontanato il fidanzato e la propria famiglia. Lucchesi viene mobbizzato da colleghi razzisti.
- Gianni Simoni, Contro ogni evidenza, TEA, 2014, ISBN 9788850233397.

### Omicidio senza colpa (2015)
L'improbabile suicidio dell'anziano professor Mori si rivela ben presto una sceneggiata per nasconderne l'omicidio; le indagini però non saranno facili. A Milano intanto il fenomeno dello sfruttamento dei minori apre dolorosi fronti d'indagine.
- Gianni Simoni, Omicidio senza colpa, TEA, 2015, ISBN 9788850236008.

### Tiro al bersaglio (2017)
In un appartamento del centro un uomo è trovato morto con la testa spaccata da un martello. Poco prima un vecchio droghiere era stato ucciso durante una rapina con un fucile a canne mozze.
- Gianni Simoni, Tiro al bersaglio, TEA, 2017, ISBN 9788850239610.

### Il singhiozzo del violino (2019)
Un anziano violinista di strada muore in circostanze confuse. Il commissario Lucchesi conosceva la vittima di vista, ma la loro era una strana intesa. Decide allora di far chiarezza su quella morte così insolita.
- Gianni Simoni, Il singhiozzo del violino, TEA, 2019, ISBN 9788850245017.